# ロッシュ・ローブ
ロッシュ・ローブ（英語: Roche lobe、ロッシュ袋）は、軌道上の物質が重力によって恒星に結びつけられる恒星の周りの宇宙の領域のことである。ロシュ・ローブとも表記される。恒星が自身の過去のロッシュ・ローブ以上に膨張すると、物質は恒星の重力に束縛されなくなる。恒星が連星系の場合、物質はラグランジュ点の内側に落ち込む。重力の等位面は、おおよそ頂点が別の恒星の方向（連星系の場合はL1ラグランジュ点）を向いた水滴の形である。ロッシュ・ローブ、ロッシュ限界、ロッシュ球の名前は全てフランスの天文学者エドゥアール・ロシュに由来する。
なおロッシュ・ローブは、連星系において一方の天体がもう一方の天体の潮汐力で破壊されずに接近できる限界の距離であるロッシュ限界とは異なる。また、質量の大きな天体のまわりを公転する天体に（公転と同期する回転座標系において）重力が及ぶ範囲を示すヒル球 (ロッシュ球)とも異なる。

## ロッシュ・ローブの定義

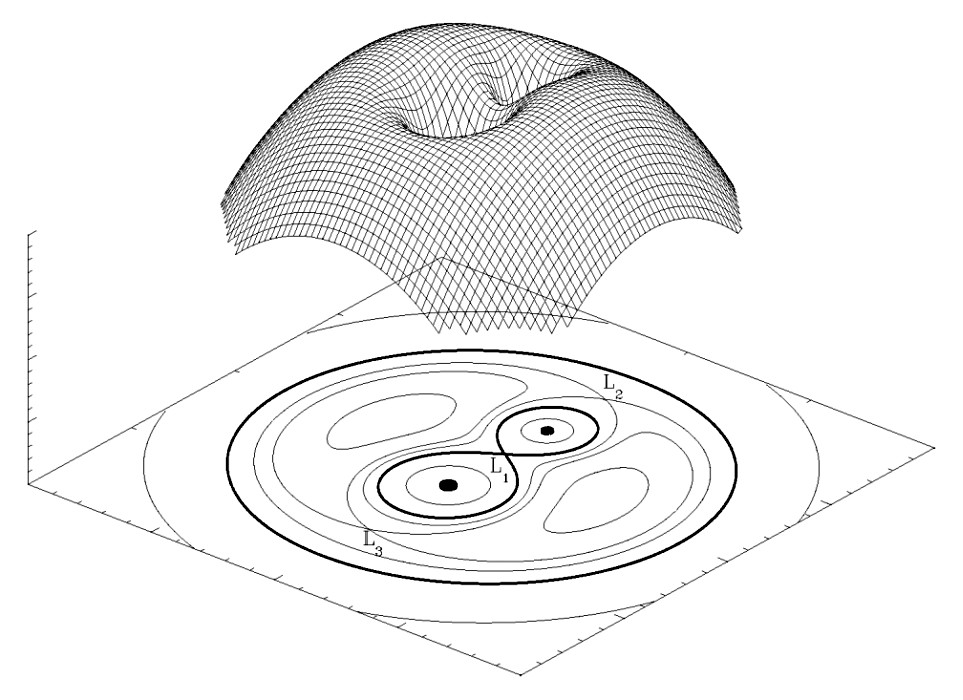
連星系のロッシュ・ポテンシャルの三次元表現

円形の軌道を持った連星系では、物体と一緒に回転する座標系を用いるのが便利である。この非慣性系では、重力の他に遠心力を考える必要がある。この2力はスカラーポテンシャルで表すことができ、そのため例えば恒星の表面は等位面上にある。
両方の恒星の近傍では、重力ポテンシャルが同じ面はおおよそ球状で、最も近い恒星と同心である。恒星系から遠く離れたところでは、等位面はおおよそ恒星の中心に向かう軸と平行な楕円体である。等位面は系のL1ラグランジュ点で自身と交差し、2つのうち1つの恒星を中心とした8の字の形になる。この等位面がロッシュ・ローブの定義である。共回転系における物質移動には、コリオリの力が働いているように見える。コリオリの力が保存力ではないことは、ロッシュ・ローブモデルからは出てこない。（即ちスカラーポテンシャルでは表せない。）

## 質量移動
恒星が「ロッシュ・ローブを越える」と、ロッシュ・ローブを越えた部分の物質が、他の天体のロッシュ・ローブ内に「落下」する。連星系の進化では、この現象は「質量移動」と呼ばれる。
原理的には、天体の質量の減少がロッシュ・ローブの収縮を引き起こし、天体の分裂が起こりうる。しかし、通常はこのようなことが起こらないいくつかの理由がある。第一に、質量の減少によって天体の半径が収縮し、半径がロッシュ・ローブを越えなくなる可能性がある。第二に、連星系の2つの天体の間で質量移動が起こると、角運動量も転移される。質量の大きな天体から質量の小さな天体に質量移動が起こると、軌道が縮小するが、その逆が起こると軌道が拡大する（質量の合計と角運動量の合計は保存される。）連星系の軌道の拡大により、質量を供出する天体のロッシュ・ローブの収縮率が小さくなるか、拡大することさえあり、天体の破壊を防ぐ。
質量移動の安定性や恒星の運命を決定するためには、天体の半径がどうなるかや質量の減少に対するロッシュ・ローブの反応についても考慮に入れなければならない。恒星の膨張がロッシュ・ローブよりも速い、または収縮がロッシュ・ローブよりも遅い時には、質量移動は不安定になり恒星は崩壊する。恒星の膨張がロッシュ・ローブよりも遅かったり、収縮がロッシュ・ローブよりも速い場合には質量移動は一般に安定で、崩壊も起こらない。
ロッシュ・ローブから物質が溢れることによって起こる質量移動は、アルゴルパラドックスや再帰新星、X線連星、ミリ秒パルサーなど種々の天文現象の原因となっている。

## ロッシュ・ローブの幾何学
ロッシュ・ローブの正確な形は質量比に依存する。しかしながら、多くの場合でロッシュ・ローブの形を同じ体積の球とする近似は有益である。この球の半径の近似式は、
{\displaystyle {\frac {r_{1}}{A}}=0.38+0.2\log {\frac {M_{1}}{M_{2}}}\quad \mathrm {for} \ 0.3<{\frac {M_{1}}{M_{2}}}<20}
あるいは、
{\displaystyle {\frac {r_{1}}{A}}=0.46224\left({\frac {M_{1}}{M_{1}+M_{2}}}\right)^{1/3}\quad \mathrm {for} \ {\frac {M_{1}}{M_{2}}}<0.8}
で与えられる。ここで、{\displaystyle A}は系の軌道長半径、{\displaystyle r_{1}}は質量{\displaystyle M_{1}}の天体のロッシュ・ローブの半径である。これらの公式は約2%の誤差範囲の正確性である。
別の近似式として、
{\displaystyle {\frac {r_{1}}{A}}={\frac {0.49q_{1}^{2/3}}{0.6q_{1}^{2/3}+\ln(1+q_{1}^{1/3})}},~0<q_{1}<\infty }
がある。{\displaystyle q_{1}\equiv M_{1}/M_{2}}は質量比である。この近似式は誤差1%の正確性を持つ。